# Assurance vie
Une assurance vie, — parfois écrit assurance-vie — ou une assurance sur la vie est un contrat d'assurance et un produit d'épargne. En échange du paiement de cotisations périodiques ou non, l'assureur fait fructifier un capital, et s'engage à reverser de l'argent lorsque survient un événement lié à l'assuré : son décès (l'argent est alors versé au bénéficiaire du contrat) ou sa survie à l'issue du contrat (l'argent est alors reversé à l'assuré). L'argent est reversé sous forme de capital en une fois ou de rente à échéances fixes et est proportionnel au montant épargné pendant le contrat, c'est-à-dire les cotisations ou primes versées auxquelles sont soustraites un certain nombre de frais de gestion. L'assureur tient un compte du capital placé, soit en devises (euros, par exemple), soit en unités de compte (actions, obligations, etc.). Le capital ainsi placé peut également être récupéré avant l'échéance. On distingue l'assurance vie et l'assurance-décès (ou prévoyance) qui implique forcément le décès de l'assuré dans sa description générale.

## Droit par pays

### France
L’assurance-vie est un dispositif par lequel l’assureur s’engage, en contrepartie du versement d’une ou plusieurs primes par le souscripteur, à verser un capital ou une rente à un bénéficiaire déterminé, dès la réalisation de l'événement assuré, le décès du souscripteur. Produit d’épargne avant tout, elle s’adresse aussi bien aux épargnants à la recherche de placements peu risqués, qu’aux plus audacieux désireux de diversifier leur patrimoine. Ainsi, le remboursement des primes versées pendant la durée du contrat en cas de vie de l'assuré au terme du contrat, et éventuellement majoré des intérêts techniques prévus au contrat[Quoi ?]. Ceci permet de présenter un quasi-produit d'épargne, doté des avantages fiscaux de l'assurance. Il est aussi possible de racheter son contrat avant l'échéance.
Un contrat d'assurance vie peut être souscrit par un intermédiaire, une mutuelle d'assurance ou bien encore une institution de prévoyance. Ainsi, l'épargnant peut être accompagné par les assureurs vie et leurs mandataires, par les mutuelles, par les conseillers en gestion de patrimoine, voire par les notaires. Il est également possible de passer par un intermédiaire en assurance.

### Québec (Canada)
En droit québécois, les règles en matière d'assurance sur la vie sont contenues dans le chapitre quinzième du livre cinquième « des obligations » dans le Code civil du Québec (2389-2628 C.c.Q.). Dans ce chapitre, il existe deux sections pertinentes à l'assurance-vie, dont une section générale applicable à tous les contrats d'assurances (2389-2414 C.c.Q.) et une section particulière en matière d'assurance de personnes (2415-2462 C.c.Q.).

### Suisse
En Suisse, le système des trois piliers englobe l'assurance-vie telle qu'elle est comprise en France. Avec l’épargne bancaire, l’assurance-vie individuelle constitue le troisième pilier de ce système.

#### Troisième pilier A et troisième pilier B
On distingue le troisième pilier A du troisième pilier B. Les assurances-vie suisse relèvent nécessairement de l’un ou de l’autre. La différence entre les deux est essentiellement fiscale : la prime versée à un troisième pilier est déductible du revenu imposable (pour 2023: plafonnée à CHF 7'056 annuels ou CHF 35´280 annuels selon que le preneur est ou non affilié à une caisse de prévoyance professionnelle), alors que la prestation en cas de vie est imposée ; la prime du troisième pilier B n’est pas déductible du revenu imposable (sauf dans les cantons de Genève et Fribourg), alors que la prestation en cas de vie est exonérée d’impôt sur le revenu.

### Luxembourg
L’assurance-vie luxembourgeoise fonctionne comme une assurance-vie de droit français à ceci près que son mécanisme de protection des avoirs est supérieur à celui de la France du fait notamment de son super-privilège. Ce mécanisme, intégré en droit luxembourgeois, donne un statut de premier rang au souscripteur du contrat en cas de difficulté de la compagnie d'assurance. Il sera ainsi servi le premier en cas de liquidation des actifs de la compagnie.
Sur le plan fiscal, le contrat luxembourgeois possède une neutralité fiscale. Ainsi, si un résident français souscrit un contrat d’assurance vie luxembourgeois, la fiscalité dont dépendra ce bénéficiaire sera celle de son pays, à savoir la France.
Enfin, l'assurance-vie luxembourgeoise est connue pour avoir une variété d'actifs sous-jacents importante avec notamment la possibilité d'intégrer des fonds d'actions non cotées.

### Suisse
- Brulhart Vincent, Droit des assurances privées, 2e éd., Staempfli 2017
- Fuhrer Stefan, Schweizerisches Privatversicherungsrecht, Schulthess 2011
- Massard Alexandre, Les contrats d'assurance-vie individuelles, Helbing Lichtenhahn Verlag 2020,  (ISBN 978-3-7190-4225-7)